# Marlon (serie televisiva)
Marlon è una serie televisiva statunitense creata da Christopher Moynihan e Marlon Wayans, per la NBC. La serie è stata ordinata il 13 maggio 2016, e va in onda sulla NBC dal 16 agosto 2017.
Il 28 settembre 2017, la serie viene rinnovata per una seconda stagione.
In Italia, la stagione viene trasmessa dal 13 dicembre 2017 su Joi. Il 21 dicembre 2018 la serie viene cancellata dopo due stagioni prodotte.

## Trama
Nonostante la loro incapacità di coesistere, la coppia divorziata Marlon e la sua ex moglie Ashley cercano di rimanere amici per il bene dei loro due figli, Marley e Zack.

## Episodi
| Stagione         | Episodi | Prima TV USA | Prima TV Italia |
| ---------------- | ------- | ------------ | --------------- |
| Prima stagione   | 10      | 2017         | 2017-2018       |
| Seconda stagione | 10      | 2018         | 2018            |

## Personaggi e interpreti
- Marlon Wayne, interpretato da Marlon Wayans, doppiato da Nanni Baldini.
- Ashley Wayne, interpretata da Essence Atkins, doppiata da Barbara De Bortoli.
- Marley Wayne, interpretato da Notlim Taylor, doppiata da Vittoria Bartolomei.
- Zack Wayne, interpretato da Amir O'Neil, doppiato da Giulio Bartolomei.
- Yvette, interpretata da Bresha Webb, doppiata da Gemma Donati.
- Stevie, interpretato da Diallo Riddle, doppiato da Luigi Ferraro.

## Distribuzione
Il trailer ufficiale della serie è stato pubblicato il 20 marzo 2017.